# Eugenie Schumann
Eugenie Schumann (Düsseldorf, 1851 - Berna, Suïssa, 1938) fou una pianista alemanya.
Eugenie era filla del gran compositor Robert Schumann i va emprendre molt jove l'estudi de la música i del piano, primer amb la seva mare Clara Wieck, i després amb Johannes Brahms, gran amic de la família Schumann. Va demostrar un clar talent i dots poc comunes per l'ensenyança d'aquell instrument.
Amb trenta-vuit anys es traslladà a Anglaterra on va romandre fins a l'any 1918 i s'hi va dedicar a donar lliçons de piano. El 2018 se'n va anar cap a Suïssa, i va residir a Berna i Interlaken per recolzar sa germana molt més gran Marie. Va conservar fins a l'últim moment la frescor del seu art i un viu interès per tot el referent a la música.
Deixà alguns escrits, entre ells un volum de records, Erinnerungen. i la correspondència amb Clara Schumann.